# UN-Leitprinzipien für Wirtschaft und Menschenrechte
Die UN-Leitprinzipien für Wirtschaft und Menschenrechte, englisch UN Guiding Principles on Business and Human Rights (UNGP) (UN doc A/HRC/17/31), wurden 2011 vom UN-Menschenrechtsrat verabschiedet. Sie stellen ein globales Instrument zur Behebung und Verhütung von Menschenrechtsverletzungen in Wirtschaftszusammenhängen dar. Sie beruhen auf den existierenden Menschenrechtsverpflichtungen und erläutern in 31 Prinzipien grundsätzliche Verpflichtungen und Verantwortlichkeiten im Rahmen wirtschaftsbezogener Menschenrechte. Sie geben Empfehlungen an Regierungen und Unternehmen zu deren Umsetzung.
Sie gelten als einer der wichtigsten internationalen Standards zu Unternehmensverantwortung und menschenrechtlichen Sorgfaltspflichten und zeigen auf, dass wirtschaftliche Akteure eine Verantwortung und Pflicht zum Menschenrechtsschutz haben.
Die UN-Leitprinzipien für Wirtschaft und Menschenrechte bestehen aus 31 Prinzipien, die übergeordnet im Drei-Säulen-Modell „Schutz, Achtung und Abhilfe“ zusammengefasst werden:
- Verpflichtung des Staates zum Menschenrechtsschutz. Staaten sind völkerrechtlich verpflichtet, Menschen vor wirtschaftsbezogenen Menschenrechtsverstößen zu schützen – durch angemessene Politik, Regulierung und Rechtsprechung
- Unternehmensverantwortung: Achtung der Menschenrechte. Unternehmen haben die Verantwortung, Menschenrechte zu achten. Sie sollen mögliche negative menschenrechtliche Auswirkungen ihrer Geschäftstätigkeit beenden sowie sich um Wiedergutmachung bemühen.
- Zugang zu effektiven Rechtsmitteln. Als Teil ihrer Schutzverpflichtung müssen Staaten den Betroffenen von Menschenrechtsverstößen Zugang zu gerichtlichen und außergerichtlichen Mitteln verschaffen, damit wirtschaftsbezogene Menschenrechtsverstöße untersucht, geahndet und wiedergutgemacht werden.[4]

## Geschichte
Das Thema Wirtschaft und Menschenrechte war und ist in den Vereinten Nationen umstritten. Die Leitprinzipien stellen den einzigen konsensualen Grundlagentext dar.
Viele Länder verfügen nicht über eine ausreichende Gesetzgebung und haben keine entsprechende Handhabe, um wirtschaftliche Akteure angemessen zu kontrollieren und zu steuern. Vor allem die Kontrolle global agierender Konzerne und multinationaler Unternehmen ist sehr lückenhaft.
Um diesem entgegenzuwirken, wurden 2011 die UN-Leitprinzipien für Wirtschaft und Menschenrechte verabschiedet. Die Vorarbeiten dazu leistete der damalige UN-Sonderbeauftragte für Unternehmen und Menschenrechte, John Ruggie, unter breiter Beteiligung privater und staatlicher Akteure. Unter der Überschrift „Protect, Respect, Remedy“ (Schutz, Achtung, Abhilfe) wurden dabei die drei Leitprinzipien für Wirtschaft und Menschenrechte formuliert.
Die Leitprinzipien wurden in derselben Resolution verabschiedet, in der auch die UN-Arbeitsgruppe zu Wirtschaft und Menschenrechten geschaffen wurde.

## Hintergrund

### Menschenrechtsverletzungen in globalen Lieferketten
In globalen Lieferketten kommt es vielfach zu Menschenrechtsverletzungen. Grund dafür ist unter anderem eine fehlende rechtliche Verbindlichkeit für Unternehmen und fehlender Schutz von Menschenrechten in den Produktionsstätten. Die Menschenrechtsverletzungen ereignen sich vielfach in Ländern des globalen Südens, wo die Produktion und Weiterverarbeitung meist stattfindet. Oft sind Mindestlöhne nicht gesichert, die Menschen werden gezwungen Überstunden zu leisten, und die Sicherheit am Arbeitsplatz ist nicht gewährleistet. An Menschenrechtsverletzungen im Ausland sind immer wieder direkt oder indirekt auch deutsche Unternehmen beteiligt. Laut einer Studie der Universität Maastricht aus dem Jahr 2015 steht Deutschland an fünfter Stelle im internationalen Vergleich von Menschenrechtsbeschwerden gegen im Land ansässige Unternehmen.

#### Beispiel Textilsektor
In der internationalen Textilindustrie ist die Einhaltung und der Schutz von Arbeits- und Menschenrechten vielerorts nicht gewährleistet. In der Baumwollproduktion arbeiten Kleinbauern in Ländern des globalen Südens vielfach unter prekären Arbeitsbedingungen. In den Textilen Produktionsstätten kommt es immer wieder zu Unglücken mit Verletzten und Toten. Bei der Katastrophe von Rana Plaza, dem Einsturz eines mehrstöckigen Gebäudes mit Textilfabriken in Bangladesch am 24. April 2013 starben mehr als 1.100 Arbeiterinnen und Arbeiter.

#### Beispiel IT
Auch in der Produktionskette von Elektrogeräten kommen weltweit zahlreiche Menschenrechtsverletzungen vor, z. B. bei der Rohstoffgewinnung und Herstellung von PCs und Smartphones. Der Rohstoff Coltan, den man zur Herstellung von Smartphones beispielsweise benötigt, wird in erster Linie in der Demokratischen Republik Kongo abgebaut. Dort herrscht seit Jahren Krieg um die Ressourcen, es sind bereits mehrere Millionen Menschen zu Tode gekommen. In der Rohstoffgewinnung in den Minen werden Arbeits- und Menschenrechte nicht geachtet, und auch Kinder müssen in den Minen arbeiten.

## Umsetzung auf staatlicher Ebene: Der Nationale Aktionsplan für Wirtschaft und Menschenrechte
Derzeit arbeiten 33 Länder an einem Nationalen Aktionsplan für Wirtschaft und Menschenrechte. Einige europäische Länder wie Dänemark, Finnland, Großbritannien, sowie beispielsweise Kolumbien als erster südamerikanischer Staat haben bereits einen Nationalen Aktionsplan verabschiedet. Die EU-Kommission hat in einer Richtlinie 2011 die EU-Mitgliedsstaaten zur Umsetzung der UN-Leitprinzipien auf nationaler Ebene aufgefordert.

### Deutschland
Unter Federführung des Auswärtigen Amtes begann der Prozess der Erarbeitung im November 2014. Neben den sechs zuständigen Ministerien (für Äußeres, Arbeit und Soziales, Justiz, Wirtschaft, Entwicklungszusammenarbeit sowie Umwelt) beteiligten sich drei Vertreter der Wirtschaftsverbände (BDA, BDI und DIHK), zwei Vertreter von Verbänden der Nichtregierungsorganisationen (Forum Menschenrechte und Venro), ein Vertreter des Deutschen Gewerkschaftsbundes (DGB) sowie zwei beratende Mitglieder (DIMR und econsense) an dem Prozess.
Der Nationale Aktionsplan für Wirtschaft und Menschenrechte sollte ursprünglich im Frühjahr 2016 im Rahmen der Umsetzung auf nationaler Ebene der UN-Leitprinzipien für Wirtschaft und Menschenrechte durch das deutsche Bundeskabinett verabschiedet werden. Anfang Juni 2016 hatten sich die sechs o. g. zuständigen Ministerien auf einen Entwurf geeinigt. Im Sommer 2016 geriet das Finanzministerium in die Kritik, da es im weiteren Erarbeitungsprozess des Nationalen Aktionsplans versuchte, jegliche menschenrechtlichen Verbindlichkeiten aus dem Aktionsplan zu streichen. Am 21. Dezember 2016 hat die Bundesregierung den Nationalen Aktionsplan für Wirtschaft und Menschenrechte verabschiedet. Im Koalitionsvertrag der 19. Wahlperiode des Bundestages haben Union und SPD vereinbart, „falls die wirksame und umfassende Überprüfung des NAP 2020 zu dem Ergebnis kommt, dass die freiwillige Selbstverpflichtung der Unternehmen nicht ausreicht, werden wir national gesetzlich tätig und uns für eine EU-weite Regelung einsetzen“. Dazu hat das Bundesministerium für wirtschaftliche Zusammenarbeit und Entwicklung gemäß einer Meldung der Tageszeitung bereits Anfang 2019 den Entwurf eines „Wertschöpfungskettengesetzes“ erarbeitet.
Zahlreiche zivilgesellschaftliche Organisationen kritisieren den Aktionsplan als nicht ausreichend verbindlich. Der deutsche Aktionsplan für Wirtschaft und Menschenrechte steht in der Kritik, weil er keine verpflichtenden Elemente enthält und laut einzelner NGOs vielfach hinter den Bemühungen anderer Länder zurückbleibt. Auch hinsichtlich der Berücksichtigung menschenrechtlicher Kriterien in der öffentlichen Beschaffung bleibt Deutschland im europäischen Vergleich zurück. Die Initiative Lieferkettengesetz fordert daher die Einführung eines verbindlichen Lieferkettengesetzes.
Das Lieferkettensorgfaltspflichtengesetz vom 16. Juli 2021 soll nunmehr „rechtlich verbindliche und international anschlussfähige Sorgfaltsstandards“ gewährleisten.

### Andere Länder
In Großbritannien oder den USA existieren teilweise verbindliche Vorgaben zu Wirtschaft und Menschenrechten. In Frankreich wurde im Februar 2017 ein Gesetz zur verbindlichen Verankerung menschenrechtlicher Sorgfaltspflichten für große Unternehmen verabschiedet. Das Gesetz verpflichtet große französische Unternehmen dazu, menschenrechtliche Risiken zu identifizieren und zu verhindern – nicht nur im eigenen Unternehmen, sondern auch in Tochterunternehmen und entlang der Lieferkette. Verstöße können mit hohen Bußgeldern geahndet werden. In der Schweiz fordert die eidgenössische Volksinitiative «Für verantwortungsvolle Unternehmen – zum Schutz von Mensch und Umwelt» die Einführung eines Gesetzes, welches Unternehmen mit Sitz in der Schweiz zur Einhaltung von Menschenrechts- und Umweltstandards auch bei Aktivitäten im Ausland (z. B. Tochterunternehmen) verpflichten soll. 2016 wurden die dafür nötigen Unterschriften eingereicht und am 29. November 2020 kommt die Initiative zur Abstimmung.